# Svein Haraldsson
Svein Haraldsson,  fue uno de los últimos influyentes caudillos vikingos de Dinamarca y pretendiente a la corona noruega durante el reinado de Magnus III de Noruega. Hijo de Harald Flætte, Snorri Sturluson le cita como «un gran vikingo, gran guerrero y caudillo entre su pueblo».
En 1095 murió repentinamente Haakon Magnusson Toresfostre otro pretendiente a la corona que recibía apoyo de Steigar-Tore de Oppland que se había levantado en armas y quien ofreció su apoyo a Svein, tras un periodo de tensa relación hasta estallar en un conflicto abierto. Egil Askjellsson, lendmann de Sogn, se unió a la rebelión, «uno de los hombres más ricos y poderosos de Noruega» según Snorri.
Venció a la flota real encabezada por el lendmann Sigurd Ullstreng en Viggja (Orkdalsfjorden) y se apoderó de Trøndelag que se unió a la revuelta.
Cuando ambas fuerzas se encontraron en Harm (Brønnøy), Tore y Svein intentaron permanecer suficientemente lejos del enfrentamiento, pero fueron capturados por el rey Magnus. Egil y Tore fueron juzgados, sentenciados y ejecutados en la horca al instante. Svein logró escapar en una nave y se refugió en Dinamarca donde permaneció al servicio de Niels Svendsen hasta llegar a un acuerdo de paz con Øystein I de Noruega, cerrando las heridas «con amistad y honor» con el hijo de su viejo adversario.
Algunos historiadores apoyan la teoría que Svein pertenecía al clan familiar de Lade por parte materna, aunque también hay quien afirma que era un hijo de Harald Hardrada. Sea cual sea su origen, la capacidad de liderazgo estaba sometida a Steigar-Tore, Egil y Skjalg Erlingsson. Las fuentes históricas hablan del «ejército de Tore» o el «ejército de Egil» y a veces ni siquiera mencionan a Svein que permanece ausente de las citas lo que sugiere que simplemente fue una figura pública puesta en el cargo para encabezar la insurgencia.